# José Carlos Jacinto Sarmento Pereira
José Sarmento (1956-2000), músico nascido no Norte de Portugal, foi um pianista, compositor e orquestrador português. José Carlos Jacinto Sarmento Pereira foi também professor de música e produtor. 
Fez parte de alguns dos mais importantes grupos musicais de Braga.  
Foi Professor no Conservatório de Música Calouste Gulbenkian de Braga. 
Tocou com Carlos Mendes, Fernando Tordo, Paulo de Carvalho, Mafalda Veiga, Zeca Medeiros, ou João Lóio.  
Em 1992-93, foi director musical e pianista residente no programa da SIC "Falas Tu ou Falo Eu", com Carlos Mendes e Fernando Tordo.
Em 1994, trabalhou como orquestrador no programa Selecção Nacional, na RTP, apresentado por Carlos Mendes.
No campo do teatro, entre outra colaborações, realizou, em 1995, a orquestração e direcção musical da "Ópera do Malandro" (Companhia Seiva Trupe), e foi compositor e director musical da peça "Porto d'Honra" (também da Seiva Trupe). 
Esteve na origem da criação do Guimarães Jazz. 
Em 1999, ficou em 2º Lugar no Festival da Canção, na RTP1, com o tema "Menina Alegria", interpretado por Sofia Froes.  
A cidade de Braga homenageou José Sarmento dando o seu nome a um auditório (Auditório José Sarmento, no  Mercado Cultural do Carandá), e a uma rua: Rua José Sarmento. Foi postumamente agraciado pela Câmara Municipal de Braga com a Medalha de Ouro da cidade.